# MAN SG 242
1986 hat MAN mit dem SG 242 bzw. SG 292 einen VÖV-Standard-Gelenkbus der zweiten Generation als Weiterentwicklung des MAN SG 242 H bzw. SG 282 H auf den Markt gebracht.
Dabei handelt es sich um einen Schubgelenkbus, bei dem im Gegensatz zum MAN SG 242 H die Hinterachse – wie beim schon bewährten Mercedes-Benz O 305 G – angetrieben ist. Aus patentrechtlichen Gründen (Knickwinkelsteuerung des Gelenkes) konnte MAN diese Antriebsart erst einige Jahre nach Daimler-Benz einführen. Den SG 242 gab es standardmäßig mit der Stadtbus-Front, aber auch mit der Überland-Front mit Einspureinstieg und kleiner Zielanzeige. Schon 1990 bekam er Konkurrenz vom Niederflurbus MAN NG 272, der auch als Nachfolger anzusehen ist.
1999 wurde die Produktion eingestellt. Nachfolger ist der MAN AS SG 313. Als Standardstadtbus von MAN wurde er schon in den 1990ern von Niederflurbussen abgelöst.